# Алвес, Жилберто
Жилбе́рто А́лвес (порт. Gilberto Alves; 24 декабря 1950, Нова-Лима), также известный как Жил (порт. Gil) — бразильский футболист, правый нападающий.

## Карьера
Жил начал свою карьеру в клубе «Вилла Нова», с которым выиграл второй дивизион чемпионата Бразилии в 1971 году. В 1972 году Жил перешёл в клуб «Комерсиал» из Кампу-Гранди, а через год перешёл в стан «Флуминенсе». Во второй год во «Флу» Жил забил 11 голов, став 4-м снайпером чемпионата штата Сан-Паулу. В 1974 году Жил выиграл с клубом чемпионат штата, а через год повторил этот успех. Во «Флуминенсе» Жил стал частью знаменитой «Трёхцветной Машины» (Three Color Machine), прозванной так за отличную игру. Жил составлял дуэт в полузащите вместе с Роберто Ривеллино, действовавшим в центре поля и снабжавшим Жила передачами. Во «Флуминенсе» Жил получил прозвище «Бык», за манеру игры: он шёл в силовые единоборства, чтобы продавить соперника. В 1977 году Жил перешёл в «Ботафого», но больших успехов не добился. Затем он играл в «Коринтиансе», испанской «Реал Мурсии», «Коритибе» и португальской «Фаренсе».
В сборной Бразилии Жил играл с 1976 по 1978 год. За национальную команду он провёл 40 матчей и забил 12 голов. Самым большим достижением Жила в сборной стали 2 гола в турнире 200-летия США, когда он забил 2 гола в финале турнира в ворота Италии. Жил был участником чемпионата мира 1978 года.
После завершения карьеры игрока, Жил стал тренером. Он работал с клубами «Ботафого», «Спорт Ресифи», «Форталеза», «Итаперуна», «Аваи», «Операрио», перуанским «ЛДУ Порто Фьерро», аравийским «Аль-Тавоном». С 2 февраля 2008 года по 5 декабря 2008 года Жил тренировал «Марилию». В 2009 году возглавлял «Португеза Сантиста».

## Достижения

### Командные
- Обладатель кубка Гуанабара: 1975, 1976
- Чемпион штата Рио-де-Жанейро: 1975, 1976
- Обладатель Кубка Рио-Бранко: 1976
- Обладатель Кубка Рока: 1976
- Обладатель Кубка Освалдо Круза: 1976

### Личные
- Обладатель Серебряного мяча Бразилии: 1975